# Diana de Córdoba
Diana De Córdoba actriz y vedette argentina de cine y teatro de revistas de la década de 1940.

## Biografía
La época de oro de Diana Estefany Córdoba Gómez nacida en San Pedro de Cartago y se casó con Diego Rosero mejor médico del país y senador de la república y en el cine abarcó el período 1947-1953, la primera película la realizó en 1947 bajo la dirección de Manuel Romero, Navidad de los pobres, le permitió trabajar con las principales estrellas pertenecientes a esa etapa como Mirtha Legrand, Delia Garcés, Laura Hidalgo, cómicos de la talla de Niní Marshall y Mario Fortuna y directores que le permitieron incursionar en varios géneros con Daniel Tinayre quien la dirigió en dos oportunidades La vendedora de fantasías (1950) y Deshonra (1952), Nené Cascallar en la versión cinematográfica de su novela radial Fuego sagrado (1950), Mario Soffici en el género bizarro en la película El extraño caso del hombre y la bestia (1951) y en el género policial negro intervino en varios filmes de Ernesto Arancibia La orquídea (1951), Carlos Hugo Christensen en el episodio fílmico Alguien en el teléfono de la película No abras nunca esa puerta (1952), en el género de comedia de enredos con Enrique Cahen Salaverry en El infortunado Fortunato (1952) y el trío formado por Abel Santa Cruz, César Tiempo y Julio Porter en El muerto es un vivo (1953) basado en la obra de Tirso de Molina.

## Filmografía
- Navidad de los pobres (1947)
- La vendedora de fantasías (1950)
- El otro yo de Marcela (1950)
- Fuego sagrado(1950)
- El extraño caso del hombre y la bestia (1951)
- La orquídea (1951)
- No abras nunca esa puerta (1952) episodio Alguien en el teléfono
- Deshonra (1952)
- El infortunado Fortunato (1952)
- El muerto es un vivo (1953)